# Morti il 30 gennaio
| Questa pagina contiene informazioni ricavate automaticamente dalle voci biografiche con l'ausilio del template Bio e di un bot. L'aggiornamento è periodico e automatico e ricostruisce completamente la pagina. Se manca una persona in questa lista, sei pregato di non aggiungerla, ma accertati piuttosto che la sua voce biografica contenga il template Bio e che i dati anagrafici siano correttamente compilati. Se il template Bio manca, inseriscilo tu stesso o, in alternativa, metti l'avviso {{tmp\|Bio}} che ne segnala la mancanza. Se i dati riportati sono sbagliati, correggi direttamente la voce biografica; le modifiche saranno visibili in questa lista entro pochi giorni. Per chiarimenti vedi il progetto biografie. La lista contiene solo le 545 persone che sono citate nell'enciclopedia e per le quali è stato implementato correttamente il template Bio. Pagina aggiornata al 17 ago 2025. |

## IV secolo(1)
- 311 - Santa Savina, romana

## VII secolo(1)
- 680 - Batilde, regina

## VIII secolo(1)
- 784 - Ambrogio Autperto, teologo e abate franco

## X secolo(1)
- 970 - Pietro I di Bulgaria, sovrano bulgaro

## XI secolo(1)
- 1039 - Sofia I di Gandersheim, badessa tedesca (n. 975)

## XII secolo(2)
- 1164 - Guglielmo d'Angiò, nobile normanno (n. 1136)
- 1181 - Takakura, imperatore giapponese (n. 1141)

## XIII secolo(2)
- 1230 - Pelagio Galvani, cardinale e giurista portoghese
- 1267 - Antonio Manzoni, viaggiatore e beato italiano

## XIV secolo(6)
- 1316 - Goffredo I di Tubinga, nobile tedesco
- 1344 - William Montacute, I conte di Salisbury, nobile britannico (n. 1301)
- 1352 - Alice di Norfolk, nobile britannica
- 1368 - Ibn-i Yamin, poeta persiano (n. 1286)
- 1384 - Luigi II di Fiandra, conte (n. 1330)
- 1388 - Giovanna d'Armagnac, nobildonna francese

## XV secolo(4)
- 1431 - Obizzo da Polenta, nobile e politico italiano
- 1483 - Francesco Febo di Navarra, re (n. 1466)
- 1486 - Giacomo di Savoia-Romont, conte (n. 1450)
- 1487 - Ishak Pascià, generale albanese

## XVI secolo(8)
- 1505 - Gian Domenico Doria, nobile e condottiero italiano
- 1512 - Reinardo IV di Hanau-Münzenberg, conte tedesco (n. 1473)
- 1520 - Galeazzo I Pallavicino, condottiero italiano
- 1532 - Ludovico di Canossa, vescovo cattolico italiano (n. 1475)
- 1551 - Andrea Corner, cardinale e vescovo cattolico italiano (n. 1511)
- 1570 - Luigi Gonzaga, nobile italiano (n. 1538)
- 1584 - Pieter Pourbus, pittore fiammingo (n. 1523)
- 1600 - Gherardo Cibo, botanico italiano (n. 1512)

## XVII secolo(19)
- 1602 - Francesco Guami, compositore e trombonista italiano
- 1606 - Sibilla Elisabetta di Württemberg, nobile (n. 1584)
- 1629 - Carlo Maderno, architetto italiano (n. 1556)
- 1637 - Costantino Testi, vescovo cattolico italiano (n. 1584)
- 1640 - Giacinta Marescotti, religiosa e santa italiana (n. 1585)
- 1645 - Mary Ward, religiosa britannica (n. 1585)
- 1649 - Carlo I d'Inghilterra, sovrano britannico (n. 1600)
- 1652 - Georges de La Tour, pittore francese (n. 1593)
- 1655 - Andrea Massa, vescovo cattolico italiano (n. 1607)
- 1655 - Muhammad al-Shaykh al-Saghir, sultano marocchino
- 1656 - Teodoro Ameyden, avvocato, poeta e storico fiammingo (n. 1586)
- 1656 - Pierdonato Cesi, cardinale italiano (n. 1583)
- 1665 - Francesco Rondinelli, letterato e bibliotecario italiano (n. 1589)
- 1666 - Anton Deusing, medico, matematico e astronomo tedesco (n. 1612)
- 1675 - Luigi Poderico, militare italiano
- 1680 - Jan Andrea Lievens, pittore e disegnatore olandese (n. 1644)
- 1681 - Mainardo I di Hohenzollern-Sigmaringen, principe (n. 1605)
- 1685 - Innico Caracciolo, cardinale e arcivescovo cattolico italiano (n. 1607)
- 1687 - Alfonso Moscatelli, architetto italiano

## XVIII secolo(16)
- 1702 - Carlo Eugenio di Croÿ, generale francese (n. 1651)
- 1710 - Madeleine Boullogne, pittrice francese (n. 1646)
- 1710 - Sebastiano Valfrè, presbitero italiano (n. 1629)
- 1728 - Elisabetta Augusta Sofia del Palatinato-Neuburg, nobile tedesca (n. 1693)
- 1729 - Giovanni Battista Salerni, cardinale italiano (n. 1671)
- 1729 - Franz Lothar von Schönborn, arcivescovo cattolico tedesco (n. 1655)
- 1730 - Pietro II di Russia, sovrano russo (n. 1715)
- 1736 - Giovanni Bonazza, scultore italiano (n. 1654)
- 1740 - Amalia von Königsmarck, nobile, pittrice e attrice teatrale svedese (n. 1663)
- 1743 - Niccolò del Giudice, cardinale italiano (n. 1660)
- 1758 - Luigi Mattei, cardinale e nobile italiano (n. 1702)
- 1766 - Susannah Maria Arne, cantante e attrice teatrale inglese (n. 1714)
- 1774 - František Ignác Antonín Tůma, compositore ceco (n. 1704)
- 1777 - Enrichetta d'Este, nobile italiana (n. 1702)
- 1777 - Justus Friedrich Wilhelm Zachariae, scrittore e poeta tedesco (n. 1726)
- 1782 - Vasilij Michajlovič Dolgorukov, generale russo (n. 1722)

## XIX secolo(73)
- 1801 - Joseph Antoine Aréna, politico francese (n. 1771)
- 1801 - Giuseppe Ceracchi, scultore italiano (n. 1751)
- 1801 - François Topino-Lebrun, pittore e rivoluzionario francese (n. 1764)
- 1811 - Giuseppe Pisano, brigante italiano (n. 1784)
- 1814 - Stephen Rochefontaine, militare statunitense (n. 1755)
- 1823 - Rudolf von Wrbna und Freudenthal, politico e mineralogista austriaco (n. 1761)
- 1826 - Fëdor Vasil'evič Rostopčin, politico e militare russo (n. 1763)
- 1829 - Aleksandr Sergeevič Griboedov, drammaturgo, poeta e compositore russo (n. 1795)
- 1831 - Francesco Pezzi, giornalista italiano (n. 1780)
- 1832 - David August von Apell, compositore tedesco (n. 1754)
- 1832 - Simon Heinrich Gondela, giurista tedesco (n. 1765)
- 1832 - Artur Stanisław Potocki, nobile e ufficiale polacco (n. 1787)
- 1833 - Augustin Dupré, incisore e medaglista francese (n. 1748)
- 1836 - Pedro Inguanzo Rivero, cardinale e arcivescovo cattolico spagnolo (n. 1764)
- 1836 - Betsy Ross, patriota statunitense (n. 1752)
- 1837 - Francesco Maria Appendini, storico e letterato italiano (n. 1769)
- 1838 - Osceola, condottiero nativo americano (n. 1804)
- 1843 - Friedrich Adelung, filologo e linguista tedesco (n. 1768)
- 1846 - Giuseppe Diotti, pittore italiano (n. 1779)
- 1847 - Virginia Eliza Clemm, statunitense (n. 1822)
- 1849 - Peter de Wint, pittore inglese (n. 1784)
- 1852 - Modesto Destefanis, politico italiano (n. 1785)
- 1853 - Aleksandr Grigor'evič Demidov, ufficiale russo (n. 1803)
- 1854 - Jacob Peter Mynster, teologo e vescovo luterano danese (n. 1775)
- 1857 - Agostino Aglio, pittore, disegnatore e incisore italiano (n. 1777)
- 1858 - Coenraad Jacob Temminck, ornitologo e biologo olandese (n. 1778)
- 1861 - Louis-Antoine de Salinis, arcivescovo cattolico francese (n. 1798)
- 1862 - Gaspare Bernardo Pianetti, cardinale e vescovo cattolico italiano (n. 1780)
- 1864 - Jean-Antoine Fabre, economista francese (n. 1794)
- 1867 - Friedrich Kohlrausch, storico e pedagogista tedesco (n. 1780)
- 1867 - Kōmei, imperatore giapponese (n. 1831)
- 1868 - Eleonora Denuelle, francese (n. 1787)
- 1869 - Luigi Clementi, arcivescovo cattolico e diplomatico italiano (n. 1794)
- 1870 - Bertrand-Sévère Mascarou-Laurence, vescovo cattolico francese (n. 1790)
- 1871 - Azzan bin Qais, sovrano omanita
- 1871 - William Holl, incisore inglese (n. 1807)
- 1872 - Francis Rawdon Chesney, generale britannico (n. 1789)
- 1873 - Joseph-Eugène Lacroix, architetto francese (n. 1814)
- 1875 - Prosper Guéranger, presbitero e abate francese (n. 1805)
- 1876 - Anselmo Fauli, vescovo cattolico italiano (n. 1817)
- 1877 - Enrico Besana, patriota e politico italiano (n. 1813)
- 1877 - François Briatte, politico svizzero (n. 1805)
- 1879 - Friedrich von Lipp, generale tedesco (n. 1806)
- 1880 - Paul Devaux, politico belga (n. 1801)
- 1880 - Frederick Oakeley, scrittore e presbitero inglese (n. 1802)
- 1880 - Gaspare Sensi, pittore e litografo italiano (n. 1794)
- 1881 - Anna Maria Hall, scrittrice irlandese (n. 1800)
- 1881 - Jacques-Nicolas Lemmens, compositore e organista belga (n. 1823)
- 1882 - Gil-Pérès, attore teatrale francese (n. 1822)
- 1884 - Luigi Maria Bilio, cardinale italiano (n. 1826)
- 1884 - Vincenzo Gazzotto, pittore italiano (n. 1807)
- 1888 - Asa Gray, botanico statunitense (n. 1810)
- 1889 - Rodolfo d'Asburgo-Lorena, austriaco (n. 1858)
- 1889 - Maria Vetsera, nobildonna austriaca (n. 1871)
- 1890 - Louis-Jules André, architetto francese (n. 1819)
- 1890 - Tunuslu Hayreddin Pascià, politico ottomano (n. 1820)
- 1890 - Karl von Waldburg-Zeil, nobile e esploratore tedesco (n. 1841)
- 1891 - Charles Chaplin, pittore e incisore francese (n. 1825)
- 1891 - Carlo Cristofori, cardinale italiano (n. 1813)
- 1893 - Grigorij Grigor'evič Gagarin, artista e nobile russo (n. 1810)
- 1893 - Vittorio I di Ratibor, principe tedesco (n. 1818)
- 1894 - Moritz Abraham Stern, matematico tedesco (n. 1807)
- 1895 - Hermann Gruson, inventore e imprenditore tedesco (n. 1821)
- 1895 - Vsevolod Krestovskij, scrittore russo (n. 1840)
- 1895 - Charles Soubre, pittore belga (n. 1821)
- 1897 - George Hay-Drummond, XII conte di Kinnoull, nobile scozzese (n. 1827)
- 1897 - Calvin R. Johnson, militare e politico statunitense (n. 1822)
- 1897 - Robert Themptander, politico svedese (n. 1844)
- 1898 - Domenico Minolfi Scovazzo, medico, patriota e politico italiano (n. 1827)
- 1899 - Harry Bates, scultore britannico (n. 1850)
- 1900 - Vittorio Bersezio, scrittore e giornalista italiano (n. 1828)
- 1900 - Raffaello Caverni, presbitero e scrittore italiano (n. 1837)
- 1900 - Luigi Incisa Beccaria di Santo Stefano, militare italiano (n. 1813)

## XX secolo(259)
- 1901 - Filippo Cesare Messedaglia, architetto e ingegnere italiano (n. 1823)
- 1904 - Józef Gosławski, architetto polacco (n. 1865)
- 1905 - Alberto Capilupi de' Grado, ingegnere e politico italiano (n. 1848)
- 1905 - Hermann David Salomon Corrodi, pittore italiano (n. 1844)
- 1906 - Luigi Alberto Gandini, storico italiano (n. 1827)
- 1908 - David Johnson, pittore statunitense (n. 1827)
- 1908 - Emilio Rosetti, ingegnere e matematico italiano (n. 1839)
- 1909 - Carlo Randaccio, politico e scrittore italiano (n. 1827)
- 1910 - Giacomo Martinetti, pittore italiano (n. 1842)
- 1910 - Enea Piccolomini, grecista, filologo classico e bibliotecario italiano (n. 1844)
- 1910 - Granville Woods, inventore statunitense (n. 1856)
- 1911 - Theodor Christomannos, magistrato, avvocato e alpinista austro-ungarico (n. 1854)
- 1911 - Angelo Gottardi, presbitero e architetto italiano (n. 1826)
- 1912 - Luis Cordero Crespo, politico ecuadoriano (n. 1833)
- 1912 - Arthur Hamilton-Gordon, politico scozzese (n. 1829)
- 1912 - Julius Leopold Pagel, medico tedesco (n. 1851)
- 1914 - Paul Déroulède, politico, scrittore e militare francese (n. 1846)
- 1914 - Salvatore Tolu, arcivescovo cattolico italiano (n. 1848)
- 1916 - Joseph Jacobs, australiano (n. 1854)
- 1916 - Clements Markham, esploratore, geografo e scrittore britannico (n. 1830)
- 1916 - Emilio Treves, imprenditore, editore e giornalista italiano (n. 1834)
- 1917 - William Barclay, allenatore di calcio irlandese (n. 1857)
- 1917 - Muziano Maria Wiaux, religioso belga (n. 1841)
- 1918 - Scipione Simoni, pittore italiano (n. 1853)
- 1919 - Pavel Aleksandrovič Romanov, nobile russo (n. 1860)
- 1919 - Sam Steele, militare canadese (n. 1849)
- 1920 - Edgena De Lespine, attrice statunitense (n. 1882)
- 1922 - Sebastiano Schiavon, sindacalista e politico italiano (n. 1883)
- 1923 - Arthur Kinnaird, banchiere, calciatore e dirigente sportivo britannico (n. 1847)
- 1923 - Columba Marmion, abate e scrittore irlandese (n. 1858)
- 1924 - Léon Rom, militare belga (n. 1859)
- 1924 - Ferdinando d'Orléans, principe francese (n. 1884)
- 1925 - Jim Driscoll, pugile gallese (n. 1880)
- 1925 - Antoine Alfred Agénor de Gramont, XI Duca di Gramont, nobile francese (n. 1851)
- 1926 - Barbara La Marr, attrice, sceneggiatrice e ballerina statunitense (n. 1896)
- 1926 - Harold M. Shaw, regista e attore statunitense (n. 1877)
- 1927 - Friedrich Koch, compositore e violoncellista tedesco (n. 1862)
- 1927 - Ferdinando Russo, poeta e giornalista italiano (n. 1866)
- 1927 - Arturo Vigna, direttore d'orchestra italiano (n. 1863)
- 1928 - Johannes Andreas Grib Fibiger, medico danese (n. 1867)
- 1928 - Giuseppe Pirandello, calciatore italiano (n. 1902)
- 1932 - Lazzaro Donati, banchiere italiano (n. 1845)
- 1932 - Walter P. Lewis, attore statunitense (n. 1866)
- 1933 - Francesco Contarino, matematico italiano (n. 1855)
- 1934 - Albert Bachmann, filologo, linguista e lessicografo svizzero (n. 1863)
- 1934 - Frank Doubleday, editore statunitense (n. 1862)
- 1934 - Olindo Malagodi, scrittore, giornalista e politico italiano (n. 1870)
- 1935 - J. S. Fletcher, giornalista e scrittore inglese (n. 1863)
- 1937 - Henri Duvernois, scrittore, drammaturgo e sceneggiatore francese (n. 1875)
- 1937 - Alfred Grütter, tiratore a segno svizzero (n. 1860)
- 1937 - Abd al-Karim Ha'iri, religioso iraniano (n. 1859)
- 1937 - Adolf Kohner, imprenditore ungherese (n. 1866)
- 1937 - Georgij Leonidovič Pjatakov, rivoluzionario ucraino (n. 1890)
- 1938 - Heinrich Bolten-Baeckers, regista, produttore cinematografico e sceneggiatore tedesco (n. 1871)
- 1938 - Şehzade Mehmed Ziyaeddin, principe ottomano (n. 1873)
- 1941 - Giovan Battista Grassi Privitera, educatore, letterato e glottologo italiano (n. 1868)
- 1942 - Enrico Bertarelli, militare italiano (n. 1906)
- 1942 - Lucile Fain, golfista francese (n. 1867)
- 1942 - Vladimir Sergeevič Ignatovskij, fisico sovietico (n. 1875)
- 1943 - Guido Manzo, militare italiano (n. 1915)
- 1943 - Mario Nani Mocenigo, militare, marinaio e storico italiano (n. 1875)
- 1943 - Robert Harborough Sherard, scrittore e giornalista inglese (n. 1861)
- 1944 - Pasquino Borghi, presbitero, missionario e partigiano italiano (n. 1903)
- 1944 - Virginio Cavallini, militare e ingegnere italiano (n. 1875)
- 1944 - Willy Jaeckel, pittore e litografo tedesco (n. 1888)
- 1944 - Georg Leuchs, naturalista, medico e alpinista tedesco (n. 1876)
- 1944 - Kurt Niederhagen, militare e aviatore tedesco (n. 1915)
- 1944 - Enrico Zambonini, anarchico italiano (n. 1893)
- 1945 - Kuno von Eltz-Rübenach, politico e militare tedesco (n. 1904)
- 1945 - Gottlieb Haberlandt, botanico e biologo austro-ungarico (n. 1854)
- 1945 - Gustav Krojer, calciatore austriaco (n. 1885)
- 1946 - Maryse Hilsz, aviatrice francese (n. 1901)
- 1947 - Neil Gibson, calciatore scozzese (n. 1873)
- 1947 - Lorenzo Nidiaci, pallonista italiano (n. 1870)
- 1948 - Nigel De Brulier, attore britannico (n. 1877)
- 1948 - Mahatma Gandhi, politico, filosofo e avvocato indiano (n. 1869)
- 1948 - Antonino Mango di Casalgerardo, araldista e storico italiano (n. 1876)
- 1948 - Herb Pennock, giocatore di baseball e allenatore di baseball statunitense (n. 1894)
- 1949 - Enrico Cannio, musicista italiano (n. 1874)
- 1949 - Matteo Trovato, scultore italiano (n. 1870)
- 1950 - Camillo Crema, geologo, paleontologo e sismologo italiano (n. 1869)
- 1951 - Jin Yunpeng, generale e politico cinese (n. 1877)
- 1951 - Ferdinand Porsche, ingegnere e imprenditore austriaco (n. 1875)
- 1952 - Silvio D'Arzo, scrittore, poeta e saggista italiano (n. 1920)
- 1952 - Luigi Ferri, vescovo cattolico italiano (n. 1868)
- 1952 - Fabjan Kaliterna, architetto e dirigente sportivo croato (n. 1886)
- 1952 - Virgilio Luisetti, tipografo, giornalista e politico italiano (n. 1889)
- 1953 - Lionel Belmore, attore e regista inglese (n. 1867)
- 1953 - Herbert Eugene Bolton, storico statunitense (n. 1870)
- 1953 - Alberto Bonacossa, tennista, pattinatore artistico su ghiaccio e dirigente sportivo italiano (n. 1883)
- 1953 - Leone Ciprelli, poeta, editore e drammaturgo italiano (n. 1873)
- 1953 - Heinrich Leven, missionario e vescovo cattolico tedesco (n. 1883)
- 1953 - Stanley Logan, attore, regista e sceneggiatore britannico (n. 1885)
- 1953 - Ernesto Augusto di Hannover, sovrano (n. 1887)
- 1954 - Guido Cirilli, architetto italiano (n. 1871)
- 1954 - Alfredo De Sanctis, attore italiano (n. 1865)
- 1954 - Gino Loria, matematico italiano (n. 1862)
- 1954 - Henry Braid Wilson, ammiraglio statunitense (n. 1861)
- 1957 - Grigore Gafencu, diplomatico e politico rumeno (n. 1892)
- 1957 - Carlo Masseroni, imprenditore e dirigente sportivo italiano (n. 1891)
- 1957 - Boris Georgievič Romanov, coreografo e direttore artistico russo (n. 1891)
- 1958 - Jean Crotti, pittore svizzero (n. 1878)
- 1958 - Ernst Heinkel, ingegnere aeronautico tedesco (n. 1888)
- 1959 - Oszkár Abay-Nemes, nuotatore ungherese (n. 1913)
- 1959 - Therese Schnabel, contralto tedesco (n. 1876)
- 1960 - Bernardus Croon, canottiere olandese (n. 1886)
- 1960 - Joseph Chelladurai Kumarappa, economista e attivista indiano (n. 1892)
- 1960 - Rita Maierotti, politica e scrittrice italiana (n. 1876)
- 1960 - Johannes Pohl, presbitero, ebraista e bibliotecario tedesco (n. 1904)
- 1960 - Ivan Pregelj, scrittore sloveno (n. 1883)
- 1960 - Joseph Vendryes, linguista francese (n. 1875)
- 1961 - John Duncan Fergusson, artista britannico (n. 1874)
- 1961 - Adolf Tannert, ginnasta tedesco (n. 1875)
- 1961 - Dorothy Thompson, giornalista, scrittrice e conduttrice radiofonica statunitense (n. 1893)
- 1961 - Maud Wagner, circense statunitense (n. 1877)
- 1962 - Mario Carloni, generale italiano (n. 1894)
- 1962 - Alda Lara, poetessa portoghese (n. 1930)
- 1962 - Annie Pétain, francese (n. 1877)
- 1962 - Louis Raymond, tennista sudafricano (n. 1895)
- 1963 - Tully Craig, calciatore e allenatore di calcio scozzese (n. 1895)
- 1963 - Jane Gail, attrice statunitense (n. 1890)
- 1963 - Edith McKay, scrittrice e infermiera australiana (n. 1891)
- 1963 - Francis Poulenc, compositore e pianista francese (n. 1899)
- 1964 - Paul Wenzel, militare e aviatore tedesco (n. 1887)
- 1965 - Frol Romanovič Kozlov, politico sovietico (n. 1908)
- 1966 - Erik Bergström, calciatore svedese (n. 1886)
- 1966 - Fritz Carlsson, calciatore svedese (n. 1893)
- 1966 - Géza Tuli, ginnasta ungherese (n. 1888)
- 1967 - Irma Pierpaoli, botanica e insegnante italiana (n. 1891)
- 1968 - Angelo Di Rocco, politico italiano (n. 1896)
- 1968 - Diana MacGill, attrice e cantante italiana (n. 1899)
- 1968 - Hugo Murero, allenatore di pallacanestro tedesco (n. 1906)
- 1969 - Li Zongren, generale e politico cinese (n. 1890)
- 1969 - Fritzi Massary, attrice teatrale e soprano austriaca (n. 1882)
- 1969 - Dominique Pire, religioso belga (n. 1910)
- 1970 - Fritz Bayerlein, generale tedesco (n. 1899)
- 1970 - Malcolm Keen, attore inglese (n. 1887)
- 1971 - Vittorio Amicarelli, architetto italiano (n. 1907)
- 1972 - Beatrice Mills, nobile statunitense (n. 1883)
- 1972 - Pavel Roman, danzatore su ghiaccio cecoslovacco (n. 1943)
- 1973 - James Barlow, scrittore britannico (n. 1921)
- 1973 - Jack MacGowran, attore irlandese (n. 1918)
- 1974 - Fernand Arnout, sollevatore francese (n. 1899)
- 1974 - Carlo Farini, politico e partigiano italiano (n. 1895)
- 1974 - Jimmy Hogan, calciatore e allenatore di calcio inglese (n. 1882)
- 1975 - Boris Blacher, compositore tedesco (n. 1903)
- 1975 - Marc Chadourne, scrittore francese (n. 1895)
- 1975 - Kurt Helbig, sollevatore tedesco (n. 1901)
- 1975 - Franz Josef Huber, generale tedesco (n. 1902)
- 1975 - Charles McIlvaine, canottiere statunitense (n. 1903)
- 1976 - Giuseppe Cesare Balbo, compositore italiano (n. 1884)
- 1976 - Glynn Downey, cestista e allenatore di pallacanestro statunitense (n. 1915)
- 1976 - Maurice Edelston, calciatore inglese (n. 1918)
- 1976 - Jesse Fuller, musicista statunitense (n. 1896)
- 1976 - Arnold Gehlen, filosofo, antropologo e sociologo tedesco (n. 1904)
- 1977 - Salvatore Matarrese, imprenditore e dirigente d'azienda italiano (n. 1908)
- 1977 - Vicente Merino Bielich, politico cileno (n. 1889)
- 1977 - Renato Tozzi Condivi, politico e avvocato italiano (n. 1902)
- 1978 - Damia, cantante e attrice francese (n. 1889)
- 1978 - Ray Famechon, pugile francese (n. 1924)
- 1978 - Miguel Itzigsohn, astronomo argentino (n. 1908)
- 1978 - Mario Marega, missionario italiano (n. 1902)
- 1978 - Ermanno Vallazza, ciclista su strada italiano (n. 1899)
- 1979 - Sofie Castenschiold, tennista danese (n. 1882)
- 1979 - Swede Roos, cestista e allenatore di pallacanestro statunitense (n. 1913)
- 1979 - Giuseppe Spataro, politico e dirigente d'azienda italiano (n. 1897)
- 1980 - Maria Bolognesi, mistica italiana (n. 1924)
- 1980 - Professor Longhair, pianista e cantante statunitense (n. 1918)
- 1980 - Warren Smith, cantante statunitense (n. 1932)
- 1980 - Pasquale Viganò, calciatore e allenatore di calcio italiano (n. 1911)
- 1981 - Viggo Dibbern, ginnasta danese (n. 1900)
- 1982 - Uno Gera, scultore italiano (n. 1890)
- 1982 - Stanley Holloway, attore britannico (n. 1890)
- 1982 - Lightnin' Hopkins, cantante e chitarrista statunitense (n. 1912)
- 1982 - Oskar Merkt, calciatore svizzero (n. 1894)
- 1982 - Frances O'Connor, attrice statunitense (n. 1914)
- 1982 - Hans Hermann Schaufuß, attore tedesco (n. 1893)
- 1983 - Alan Cunningham, generale britannico (n. 1887)
- 1983 - Giuseppe Fossati, calciatore italiano (n. 1894)
- 1983 - Burke Jones, calciatore statunitense (n. 1903)
- 1983 - Štefan Králik, drammaturgo slovacco (n. 1909)
- 1983 - Fritz Machlup, economista austriaco (n. 1902)
- 1983 - Emilio Polli, nuotatore italiano (n. 1901)
- 1983 - Mack Reynolds, scrittore e giornalista statunitense (n. 1917)
- 1983 - Joan Valerie, attrice statunitense (n. 1911)
- 1984 - Wobbe Alkema, pittore olandese (n. 1900)
- 1984 - Marcello Ceccarelli, fisico e astronomo italiano (n. 1927)
- 1984 - Idris Shah II di Perak, sovrano malese (n. 1924)
- 1984 - Luke Kelly, cantante e suonatore di banjo irlandese (n. 1940)
- 1984 - Dolores Palumbo, attrice italiana (n. 1912)
- 1984 - Lloyd Sharrar, cestista statunitense (n. 1936)
- 1984 - Andrea Zenesini, imprenditore e dirigente sportivo italiano (n. 1923)
- 1985 - Bruno Alessandrini, generale e aviatore italiano (n. 1914)
- 1985 - Ken Mayer, attore statunitense (n. 1918)
- 1985 - Adriano Rodoni, dirigente sportivo italiano (n. 1898)
- 1985 - Pietro Svageli, calciatore e allenatore di calcio italiano (n. 1911)
- 1986 - Alvaro Nuvoloni, pugile e cantante italiano (n. 1924)
- 1986 - Giuseppe Palomba, economista italiano (n. 1908)
- 1986 - Ivan Dmitrievič Papanin, ammiraglio e esploratore russo (n. 1894)
- 1986 - Gusztáv Sebes, allenatore di calcio, calciatore e dirigente sportivo ungherese (n. 1906)
- 1987 - Cesare Bonacossa, editore e giornalista italiano (n. 1914)
- 1987 - Osvaldo Cagnasso, politico e antifascista italiano (n. 1901)
- 1987 - Giuseppe Ferraris, politico italiano (n. 1903)
- 1987 - Giovanni Battista Semino, pittore e scultore italiano (n. 1912)
- 1988 - Homer Brightman, sceneggiatore statunitense (n. 1901)
- 1988 - Eddie Cano, compositore e pianista statunitense (n. 1927)
- 1988 - Kees Pellenaars, ciclista su strada olandese (n. 1913)
- 1989 - Alfonso di Borbone Dampierre, nobile spagnolo (n. 1936)
- 1989 - Jack George, cestista e giocatore di baseball statunitense (n. 1928)
- 1989 - Dario Maraschin, imprenditore e dirigente sportivo italiano (n. 1927)
- 1990 - Severino Canavesi, ciclista su strada e ciclocrossista italiano (n. 1911)
- 1990 - John Rogers Cox, pittore statunitense (n. 1915)
- 1990 - Ross Hill, attore statunitense (n. 1973)
- 1990 - John Lindgren, fondista svedese (n. 1899)
- 1990 - Anna McGowan, statunitense (n. 1897)
- 1990 - Nina Il'inična Niss-Gol'dman, scultrice e pittrice russa (n. 1892)
- 1991 - John Bardeen, fisico e ingegnere elettrotecnico statunitense (n. 1908)
- 1991 - Kurt Bittel, archeologo tedesco (n. 1907)
- 1991 - Manlio De Pisa, militare e marinaio italiano (n. 1898)
- 1991 - Marcel Galey, calciatore francese (n. 1905)
- 1991 - John McIntire, attore statunitense (n. 1907)
- 1992 - Ole Bakken, cestista canadese (n. 1922)
- 1992 - Anton Beleš, calciatore slovacco (n. 1920)
- 1992 - George Frederick James Temple, matematico britannico (n. 1901)
- 1992 - Adelmo Toffanetti, calciatore italiano (n. 1919)
- 1993 - Giorgio Cobolli, militare italiano (n. 1913)
- 1993 - Alessandra di Grecia, regina greca (n. 1921)
- 1993 - Joë Jaunay, allenatore di pallacanestro francese (n. 1919)
- 1993 - James LuValle, velocista statunitense (n. 1912)
- 1993 - Otto Roelen, chimico tedesco (n. 1897)
- 1993 - Vincenzo Tomassi, montatore italiano (n. 1937)
- 1994 - Pierre Boulle, scrittore, agente segreto e ingegnere francese (n. 1912)
- 1994 - Luisa Conte, attrice teatrale italiana (n. 1925)
- 1994 - Wyndol Gray, cestista statunitense (n. 1922)
- 1994 - Loris Malaguzzi, pedagogista e insegnante italiano (n. 1920)
- 1994 - Claude Nigon, schermidore francese (n. 1928)
- 1994 - Rudolf Schwarz, direttore d'orchestra austriaco (n. 1905)
- 1994 - Don Turnbull, tennista australiano (n. 1909)
- 1995 - Sylvia de Arruda Botelho Bittencourt, giornalista brasiliana
- 1995 - Mario Coda Spirito, politico e partigiano italiano (n. 1903)
- 1995 - Gerald Durrell, naturalista, zoologo e esploratore britannico (n. 1925)
- 1995 - George Poyser, calciatore e allenatore di calcio inglese (n. 1910)
- 1996 - Friedrich Benfer, attore tedesco (n. 1905)
- 1996 - Guy Doleman, attore neozelandese (n. 1923)
- 1996 - Bob Thiele, produttore discografico e compositore statunitense (n. 1922)
- 1996 - San Yu, politico e generale birmano (n. 1918)
- 1997 - Ulrich Kiesow, scrittore e autore di giochi tedesco (n. 1949)
- 1997 - Frank Tejeda, politico statunitense (n. 1945)
- 1998 - Richard Cassilly, tenore statunitense (n. 1927)
- 1998 - Samuel Eilenberg, matematico polacco (n. 1913)
- 1998 - Ferdy Mayne, attore tedesco (n. 1916)
- 1999 - Romano Garagnani, tiratore a volo italiano (n. 1937)
- 1999 - Mills Godwin, politico statunitense (n. 1914)
- 1999 - Huntz Hall, attore statunitense (n. 1920)
- 2000 - Martin Aldridge, calciatore britannico (n. 1974)
- 2000 - Francesco Cergoli, calciatore e allenatore di calcio italiano (n. 1921)
- 2000 - Karl-Friedrich Höcker, ufficiale tedesco (n. 1911)
- 2000 - Tommaso Pedio, storico, saggista e avvocato italiano (n. 1917)
- 2000 - Antonio Seffusatti, calciatore italiano (n. 1930)

## XXI secolo(150)
- 2001 - Jean-Pierre Aumont, attore francese (n. 1911)
- 2001 - Carlo Bonacina, pittore e incisore italiano (n. 1905)
- 2001 - Michel Marcel Navratil, francese (n. 1908)
- 2002 - Enrico Bonazzi, partigiano, politico e sindacalista italiano (n. 1912)
- 2002 - Carlo Karges, musicista, compositore e chitarrista tedesco (n. 1951)
- 2002 - Inge Morath, fotografa austriaca (n. 1923)
- 2002 - Edward Peeters, ciclista su strada belga (n. 1923)
- 2002 - Louis Salica, pugile statunitense (n. 1912)
- 2002 - Hans Sundermann, botanico tedesco (n. 1924)
- 2003 - Clyde Dickey, cestista statunitense (n. 1951)
- 2003 - Mary Ellis, attrice e cantante lirica statunitense (n. 1897)
- 2003 - Cary Leeds, tennista statunitense (n. 1957)
- 2003 - Paul-André Meyer, matematico francese (n. 1934)
- 2003 - Gerdy Troost, architetta e decoratrice tedesca (n. 1904)
- 2003 - Bruno Luigi Zambelli, calciatore italiano (n. 1921)
- 2003 - Guido Zamperoni, fumettista italiano (n. 1912)
- 2003 - Tatjana Zoković, cestista jugoslava (n. 1931)
- 2004 - Luigi Carpi, pittore e scenografo italiano (n. 1915)
- 2004 - Bruno Cesari, scenografo italiano (n. 1933)
- 2004 - Alberto Clarizia, politico italiano
- 2004 - Massimo Costa, regista italiano (n. 1951)
- 2004 - Salvator Angelo Spano, politico, giornalista e scrittore italiano (n. 1925)
- 2005 - Martyn Bennett, musicista britannico (n. 1971)
- 2005 - Maurice Desimpelaere, ciclista su strada e pistard belga (n. 1920)
- 2005 - Fernaldo Di Giammatteo, critico cinematografico e storico italiano (n. 1922)
- 2005 - André Fontaine, pittore e giornalista canadese (n. 1926)
- 2005 - William Donald Kelley, dentista statunitense (n. 1925)
- 2005 - Ettore Nadiani, pittore, incisore e disegnatore italiano (n. 1905)
- 2005 - Dario Sala, inventore italiano (n. 1912)
- 2006 - Dagoberto Azzari, generale italiano (n. 1911)
- 2006 - Paul Clinton, critico cinematografico statunitense (n. 1953)
- 2006 - Donato Fezzuoglio, militare italiano (n. 1976)
- 2006 - Giuseppe Longato, imprenditore e dirigente sportivo italiano (n. 1922)
- 2006 - Giuseppe Marchetto, calciatore italiano (n. 1931)
- 2006 - Arnaldo Novelletto, psicoanalista italiano (n. 1931)
- 2006 - Gerhard Schaller, calciatore tedesco orientale (n. 1929)
- 2006 - Coretta Scott King, attivista statunitense (n. 1927)
- 2006 - Wendy Wasserstein, drammaturga e sceneggiatrice statunitense (n. 1950)
- 2007 - Gian Chiarion Casoni, dirigente sportivo italiano (n. 1932)
- 2007 - Koibla Djimasta, politico ciadiano (n. 1950)
- 2007 - Stu Inman, cestista, allenatore di pallacanestro e dirigente sportivo statunitense (n. 1926)
- 2007 - Griffith Jones, attore britannico (n. 1910)
- 2007 - Sidney Sheldon, scrittore, sceneggiatore e regista statunitense (n. 1917)
- 2007 - Franco Spisani, filosofo italiano (n. 1934)
- 2008 - Herbert Kenwith, produttore televisivo statunitense (n. 1917)
- 2008 - Marcial Maciel Degollado, presbitero messicano (n. 1920)
- 2008 - María Luisa Serret, cestista cubana
- 2008 - Wilber Varela, criminale colombiano (n. 1957)
- 2009 - Achille Casanchini, calciatore italiano (n. 1919)
- 2009 - Mike Francis, cantautore e compositore italiano (n. 1961)
- 2009 - H. Guy Hunt, politico statunitense (n. 1933)
- 2009 - Safar Iranpak, calciatore iraniano (n. 1947)
- 2009 - Ingemar Johansson, pugile svedese (n. 1932)
- 2009 - Teddy Mayer, dirigente sportivo statunitense (n. 1935)
- 2009 - Walter Omiccioli, aviatore italiano (n. 1920)
- 2010 - Robert Egon, attore tedesco (n. 1966)
- 2010 - Renzo Zorzi, scrittore italiano (n. 1921)
- 2010 - Carrie de Swaan, regista e psicologa olandese (n. 1946)
- 2011 - Manlio Argenti, pittore italiano (n. 1919)
- 2011 - John Barry, compositore e arrangiatore britannico (n. 1933)
- 2011 - Gino Colombini, architetto e designer italiano (n. 1915)
- 2011 - Toma Garai, compositore di scacchi rumeno (n. 1935)
- 2011 - Chava Rosenfarb, scrittrice, poetessa e drammaturga polacca (n. 1923)
- 2012 - Rolf Appel, chimico tedesco (n. 1921)
- 2012 - Helmi Höhle, schermitrice tedesca (n. 1924)
- 2012 - George Lambert, pentatleta statunitense (n. 1928)
- 2012 - Beniamino Schivo, presbitero italiano (n. 1910)
- 2013 - José Cardona, calciatore honduregno (n. 1939)
- 2013 - Antonio Caronia, critico letterario italiano (n. 1944)
- 2013 - Guy Clair, fumettista belga (n. 1956)
- 2013 - Gamal al-Banna, politico e religioso egiziano (n. 1920)
- 2014 - Jean Babilée, ballerino, coreografo e attore francese (n. 1923)
- 2014 - Krzysztof Birula-Białynicki, allenatore di hockey su ghiaccio e hockeista su ghiaccio polacco (n. 1944)
- 2014 - Arthur Rankin Jr., regista e produttore cinematografico statunitense (n. 1924)
- 2015 - Carl Djerassi, chimico e scrittore austriaco (n. 1923)
- 2015 - Harold Hassall, calciatore e allenatore di calcio inglese (n. 1929)
- 2015 - Geraldine McEwan, attrice britannica (n. 1932)
- 2015 - Ben Schadler, cestista statunitense (n. 1924)
- 2015 - Ezra Sims, compositore statunitense (n. 1928)
- 2015 - Gerrit Voorting, ciclista su strada e pistard olandese (n. 1923)
- 2015 - Than Wyenn, attore statunitense (n. 1919)
- 2015 - Želju Želev, politico bulgaro (n. 1935)
- 2016 - Girolamo Arnaldi, storico italiano (n. 1929)
- 2016 - Mario Arnone, politico italiano (n. 1928)
- 2016 - Frank Finlay, attore britannico (n. 1926)
- 2016 - Francisco Flores Pérez, politico salvadoregno (n. 1959)
- 2016 - Gaston Mialaret, psicologo e pedagogista francese (n. 1918)
- 2016 - Kenny Sailors, cestista e allenatore di pallacanestro statunitense (n. 1921)
- 2016 - Mohammad Salimi, generale iraniano (n. 1937)
- 2016 - Romano Stefanelli, pittore italiano (n. 1931)
- 2016 - Dov Yermiya, militare e attivista israeliano (n. 1914)
- 2017 - Aurelio Romeo, chimico italiano (n. 1923)
- 2018 - Romano Cagnoni, fotografo italiano (n. 1935)
- 2018 - Carlo Enrici, attore italiano (n. 1924)
- 2018 - Andreas Gruschke, scrittore, fotografo e giornalista tedesco (n. 1960)
- 2018 - Antonio Infantino, cantautore e poeta italiano (n. 1944)
- 2018 - Jim Riffey, cestista e allenatore di pallacanestro statunitense (n. 1923)
- 2018 - Joaquín Rojas, cestista filippino (n. 1938)
- 2018 - Mark Salling, attore, musicista e cantante statunitense (n. 1982)
- 2018 - Rolf Schafstall, allenatore di calcio e calciatore tedesco (n. 1937)
- 2018 - Clyde Scott, ostacolista e giocatore di football americano statunitense (n. 1924)
- 2018 - Azeglio Vicini, calciatore e allenatore di calcio italiano (n. 1933)
- 2018 - Louis Zorich, attore statunitense (n. 1924)
- 2019 - Romano Agostinelli, calciatore e allenatore di calcio italiano (n. 1928)
- 2019 - Carlo Enzo, biblista e filosofo italiano (n. 1927)
- 2019 - Peter Mikkelsen, arbitro di calcio danese (n. 1960)
- 2019 - Dick Miller, attore statunitense (n. 1928)
- 2020 - John Andretti, pilota automobilistico statunitense (n. 1963)
- 2020 - Miguel Arroyo, ciclista su strada messicano (n. 1966)
- 2020 - Gino Bertucco, calciatore italiano (n. 1937)
- 2020 - Jörn Donner, scrittore e politico finlandese (n. 1933)
- 2020 - Nello Fabbri, ciclista su strada italiano (n. 1934)
- 2020 - Francesco Andrea Gallo, politico italiano (n. 1925)
- 2021 - Leslie Brown, calciatore inglese (n. 1936)
- 2021 - József Csatári, lottatore ungherese (n. 1943)
- 2021 - Líber Gadelha, produttore discografico, imprenditore e musicista brasiliano (n. 1957)
- 2021 - Alfreda Markowska, attivista polacca (n. 1926)
- 2021 - Georg Mönch, violinista cecoslovacco (n. 1936)
- 2021 - Marc Wilmore, sceneggiatore, autore televisivo e attore statunitense (n. 1963)
- 2021 - Sophie, produttrice discografica, musicista e disc jockey britannica (n. 1986)
- 2021 - Turki bin Nasser Al Sa'ud, principe, militare e imprenditore saudita (n. 1948)
- 2022 - Frans Aerenhouts, ciclista su strada belga (n. 1937)
- 2022 - Geoffrey Ashe, scrittore e storico britannico (n. 1923)
- 2022 - Aulo Brazzoduro, fumettista italiano (n. 1928)
- 2022 - Piero Gamba, direttore d'orchestra e pianista italiano (n. 1936)
- 2022 - Zhang Guangde, artista marziale e pedagogo cinese (n. 1931)
- 2022 - Babo Kabasu, calciatore della Repubblica Democratica del Congo (n. 1950)
- 2022 - Cheslie Kryst, modella statunitense (n. 1991)
- 2022 - Leonid Vjačeslavovič Kuravlëv, attore sovietico (n. 1936)
- 2022 - María José Ulla, modella spagnola (n. 1946)
- 2022 - Robert Wall, attore statunitense (n. 1939)
- 2023 - Viktor Ageev, pallanuotista sovietico (n. 1936)
- 2023 - Bobby Beathard, dirigente sportivo statunitense (n. 1937)
- 2023 - Bobby Hull, hockeista su ghiaccio e allenatore di hockey su ghiaccio canadese (n. 1939)
- 2023 - Charly Loubet, calciatore e allenatore di calcio francese (n. 1946)
- 2023 - Ann McLaughlin Korologos, politica, dirigente d'azienda e gallerista statunitense (n. 1941)
- 2023 - Gerald Mortag, pistard tedesco (n. 1958)
- 2023 - Félix Sienra, velista uruguaiano (n. 1916)
- 2024 - Hinton Battle, attore, cantante e ballerino statunitense (n. 1956)
- 2024 - Achim Benning, attore, regista teatrale e direttore artistico tedesco (n. 1935)
- 2024 - Jean Carnahan, politica statunitense (n. 1933)
- 2024 - Ellen Gilchrist, scrittrice e poetessa statunitense (n. 1935)
- 2024 - Roberto Melgrati, calciatore e allenatore di calcio italiano (n. 1947)
- 2024 - Chita Rivera, attrice, ballerina e cantante statunitense (n. 1933)
- 2024 - Orazio Schena, allenatore di calcio e calciatore italiano (n. 1941)
- 2024 - Jan de Rooy, pilota di rally olandese (n. 1943)
- 2025 - Dick Button, pattinatore artistico su ghiaccio statunitense (n. 1929)
- 2025 - Marianne Faithfull, cantante e attrice britannica (n. 1946)
- 2025 - Alfredo Meocci, dirigente pubblico, politico e giornalista italiano (n. 1953)
- 2025 - Ruggero Pierantoni, biofisico, psicologo e politico italiano (n. 1934)

## Senza anno specificato(1)
- Richilde di Provenza, regina